# La Course à l'emploi
 (décembre 2021).
Si vous disposez d'ouvrages ou d'articles de référence ou si vous connaissez des sites web de qualité traitant du thème abordé ici, merci de compléter l'article en donnant les références utiles à sa vérifiabilité et en les liant à la section « Notes et références ».
Pour plus de détails, voir Fiche technique et Distribution.
La Course à l'emploi[réf. nécessaire] (滑稽時代, Huájī shídài) est un film hongkongais réalisé par John Woo et sorti en 1981. Le film présente un personnage ressemblant au vagabond Charlot de Charlie Chaplin.

## Fiche technique
- Titre en français : La Course à l'emploi[réf. nécessaire]
- Titre international en anglais : Laughing Times
- Titre original : 滑稽時代, Huájī shídài
- Réalisation et scénario : John Woo
- Société de production : Golden Harvest
- Pays d'origine : Hong Kong
- Format : Couleurs - 1,85:1 - Mono - 35 mm
- Genre : comédie
- Durée : 88 minutes
- Date de sortie :
  - Chine : janvier 1981

## Distribution
- Lee Hoi-sang  : voyou
- Karl Maka : maître Ting
- Dean Shek : le vagabond
- Raymond Wong : homme qui mange des bananes
- Wong Wai
- Wong Yut-fei  : homme à qui on coupe les cheveux
- Wu Ma  : l'ivrogne